# 迪沟镇
迪沟镇，是中华人民共和国安徽省阜阳市颍上县下辖的一个乡镇级行政单位。

## 行政区划
迪沟镇下辖以下地区：
迪西社区、迪东社区、颍淝村、汤店村、杨庄村、三河村、五岔村、谢彭村和卢高村。